# Silverado (film)
Silverado is een Amerikaanse westernfilm uit 1985 onder regie van Lawrence Kasdan. De productie werd genomineerd voor de Oscars voor beste filmmuziek en beste geluid. Kasdan kreeg voor de film een officiële eervolle vermelding op het Filmfestival van Venetië 1985.

## Verhaal
Emmett (Scott Glenn), die net zelf een overval heeft overleefd, vindt in de woestijn de door rovers zwaar verwonde Paden (Kevin Kline). Samen reizen ze richting het stadje Silverado. Aangekomen in Turley bevrijden ze Emmetts broer Jake (Kevin Costner), geholpen door de zwarte cowboy Mal (Danny Glover). Met zijn vieren nemen ze het in Silverado op tegen de grote veehouder McKendrick (Ray Baker), die met de hulp van de omgekochte sheriff Cobb (Brian Dennehy) probeert al het land in de omgeving onder controle te houden.

## Rolverdeling
| Acteur              | Personage               | Opmerkingen           |
| ------------------- | ----------------------- | --------------------- |
| Kevin Kline         | Paden                   |                       |
| Scott Glenn         | Emmett                  |                       |
| Kevin Costner       | Jake                    | Emmetts broer         |
| Danny Glover        | Malechias "Mal" Johnson |                       |
| Brian Dennehy       | Cobb                    | sheriff van Silverado |
| Rosanna Arquette    | Hannah                  |                       |
| John Cleese         | John T. Langston        | sheriff van Turley    |
| Jeff Goldblum       | Calvin "Slick" Stanhope |                       |
| Linda Hunt          | Stella                  |                       |
| Joe Seneca          | Ezra Johnson            |                       |
| Ray Baker           | Ethan McKendrick        | veehouder             |
| Thomas Wilson Brown | August "Augie" Hollis   |                       |
| Jeff Fahey          | Tyree                   |                       |
| Lynn Whitfield      | Rae Johnson             |                       |
| Amanda Wyss         | Phoebe                  |                       |
| Richard Jenkins     | Kelly                   |                       |
| Brion James         | Hobart                  |                       |
| James Gammon        | Dawson                  |                       |
| Sheb Wooley         | sergeant                |                       |
| Earl Hindman        | J.T. Hollis             |                       |
| Pepe Serna          | Scruffy                 |                       |

## Productie
De film werd grotendeels opgenomen op locatie in de staat New Mexico.